# Grischa Niermann

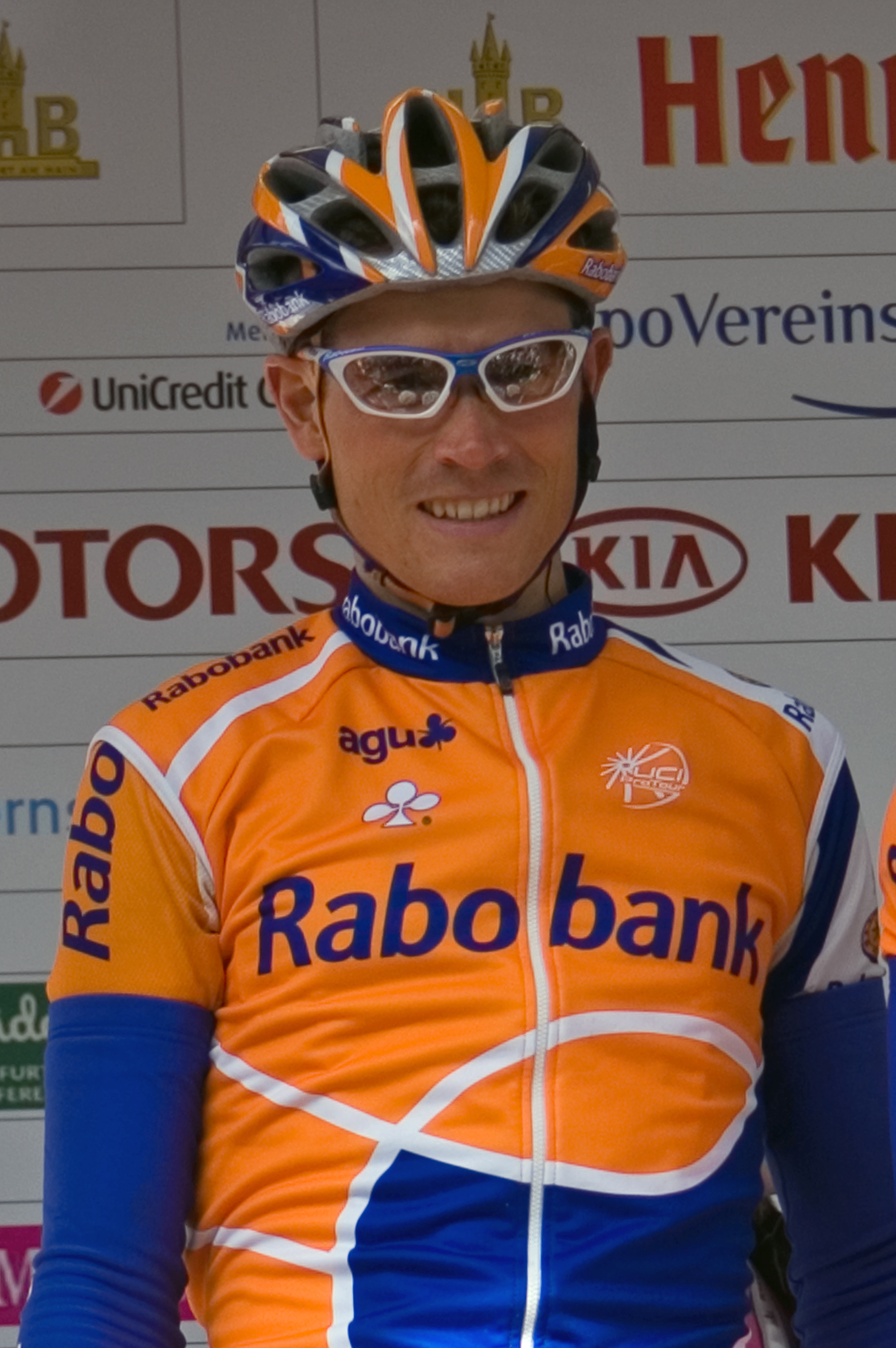
Rund um den Henninger-Turm (2006)

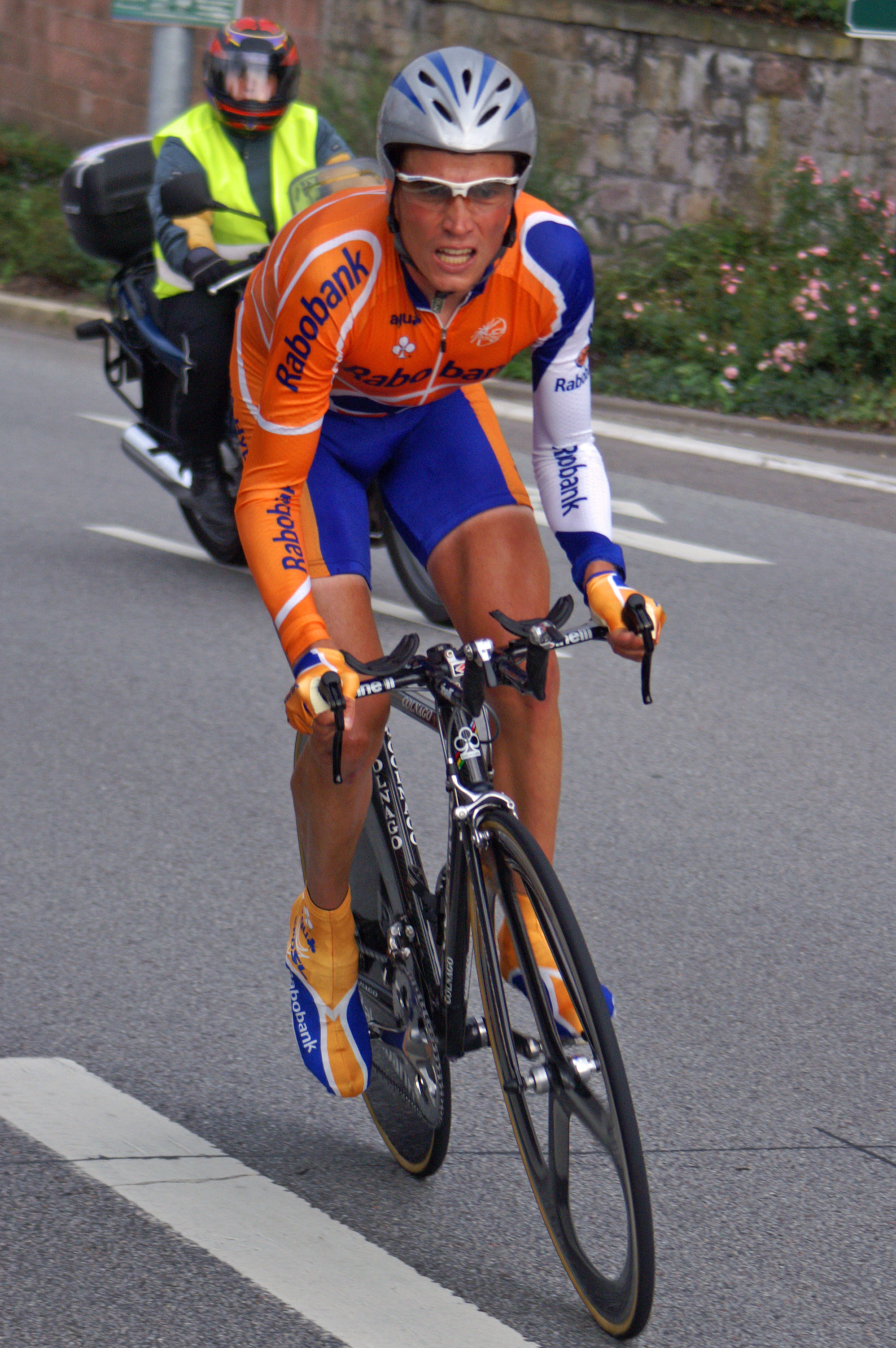
Beim Einzelzeitfahren 2005

Grischa Niermann (* 3. November 1975 in Hannover) ist ein ehemaliger deutscher Radrennfahrer und seit 2013 Sportlicher Leiter.

## Laufbahn als Radrennfahrer
Seit dem Jahre 1999 fuhr Grischa Niermann für die niederländische Mannschaft Rabobank; er galt als guter Zeitfahrer. In den Jahren 2000 bis 2004 bestritt er für Rabobank die Tour de France. 2007 startete er erneut bei der Tour de France, die er als 86. im Gesamtklassement abschloss. In den Jahren 2009, 2010 und 2011 wurde er wieder für die Tour nominiert. Nach der Vuelta a España 2012 beendete er seine Karriere, um anschließend im Trainerstab des Rabobank Continental Teams, der Nachwuchsmannschaft des Rabobank Cycling Teams, zu arbeiten.
Im Januar 2013 gab Grischa Niermann zu, von 2000 bis 2003 „einige Male“ mit EPO gedopt zu haben. Er teilte mit, dass er der niederländischen Anti-Doping-Kommission alle Details und Informationen liefern werde. Niermann fuhr damals für das niederländische Team Rabobank.

## Laufbahn als Trainer und Sportlicher Leiter
Niermann war nach seiner Karriere als Aktiver zunächst seit dem 1. Januar 2013 bei dem niederländischen Radsportverband Koninklijke Nederlandsche Wielren Unie (KNWU) als Nachwuchstrainer angestellt. Nach seinem Dopingbekenntnis wurde er für sechs Monate als Trainer gesperrt.
Anschließend wechselte Niermann als Sportlicher Leiter in den internationalen Radsport, zunächst 2013 zum UCI Women’s Team Rabobank.Liv, dann von 2014 zum UCI Continental Team Rabobank Development und 2016 zum Team Lotto NL-Jumbo, dem späteren Team Jumbo-Visma.

## Erfolge
1998
- Deutscher Bergmeister
- Gesamtwertung und eine Etappe Hessen-Rundfahrt
- eine Etappe Volta ao Algarve

1999
- Gesamtwertung Regio-Tour

2001
- Gesamtwertung Niedersachsen-Rundfahrt

2008
- eine Etappe Regio-Tour

## Grand Tour-Gesamtwertung
| Grand Tour            | 1999 | 2000 | 2001 | 2002 | 2003 | 2004 | 2005 | 2006 | 2007 | 2008 | 2009 | 2010 | 2011 | 2012 |
| --------------------- | ---- | ---- | ---- | ---- | ---- | ---- | ---- | ---- | ---- | ---- | ---- | ---- | ---- | ---- |
| Giro d’ItaliaGiro     | −    | −    | −    | 22   | −    | −    | 51   | 55   | −    | −    | −    | −    | −    | 55   |
| Tour de FranceTour    | −    | 24   | DNF  | 51   | 28   | 65   | −    | −    | 85   | −    | 52   | 54   | 69   | −    |
| Vuelta a EspañaVuelta | 33   | −    | −    | −    | −    | −    | −    | 72   | −    | 30   | −    | 71   | −    | 103  |

## Teams
- 1997–1999 Die Continentale-Olympia
- 2000–2012 Rabobank